# Frontière entre la Birmanie et la Thaïlande
La frontière entre la Birmanie et la Thaïlande est la frontière séparant la Birmanie et la Thaïlande. Longue de 1 800 km, elle est matérialisée par des lignes de crêtes de la chaîne Tenasserim et des cours d'eau (Moei, Salouen, Ruak, au nord, Kraburi dans le sud).
Dans le sud, un point de passage particulièrement important est le col des Trois Pagodes. Cette frontière n'est ouverte qu'aux citoyens birmans et thaïs. Elle est fermée aux étrangers, que ce soit à pied ou avec un véhicule.